# 多元醇
多元醇（英語：polyol）是指拥有多个羟基的醇，在食品科学和高分子化学中有重要的作用。

## 在食品科学中
糖醇是通常由糖类的醛、酮羰基被还原为羟基后生成的多元醇，通式 H(HCHO)n+1H。糖醇的甜度和热量都低于糖类，通常与高强度的甜味剂混合使用，也常为口香糖添加剂，因为其无法被细菌代谢为酸，从而避免蛀牙。常见的有木糖醇、山梨糖醇、麦芽糖醇、赤藓醇与甘露醇。

## 在高分子化学中
在高分子化学中，多元醇常作为缩聚反应的单体来合成聚醚、聚酯或聚氨酯。